# Raheem Lawal
Raheem Adewole Lawal (ur. 4 maja 1990 w Lagos) – nigeryjski piłkarz grający na pozycji środkowego pomocnika. Od 2019 jest zawodnikiem klubu Fatih Karagümrük.

## Kariera piłkarska
Swoją karierę piłkarską Lawal rozpoczął w hiszpańskim klubie CD Atlético Baleares. W 2009 roku awansował do pierwszego zespołu i w sezonie 2009/2010 zadebiutował w nim w Tercera División. W debiutanckim sezonie wywalczył awans do Segunda División B. W Atlético Baleares grał do końca sezonu 2011/2012.
W 2012 roku Lawal przeszedł do tureckiego klubu Adana Demirspor grającego w 1. Lig. Swój debiut w nim zaliczył 7 października 2012 w wygranym 4:2 domowym meczu z Adanasporem. W Adanie Demirsporze grał przez pół sezonu.
Na początku 2013 roku Lawal przeszedł do grającego w Süper Lig, Mersin İdman Yurdu. Swój debiut w nim zanotował 10 lutego 2013 w przegranym 0:1 domowym meczu z Fenerbahçe SK. W sezonie 2012/2013 spadł z Mersin İdman Yurdu do 1. Lig.
Na początku 2014 roku Lawal został zawodnikiem Eskişehirsporu. Zadebiutował w nim 8 lutego 2014 w przegranym 0:3 wyjazdowym meczu z Galatasaray SK. W Eskişehirsporze grał do końca 2015 roku.
W 2016 roku Lawal przeszedł do Osmanlısporu. Swój debiut w nim zaliczył 16 stycznia 2016 w przegranym 0:1 wyjazdowym spotkaniu z Kayserisporem. Wiosną 2017 był wypożyczony do Kayserisporu.
W sezonie 2018/2019 Lawal był zawodnkiem Al-Ittihad Kalba, a w 2019 przeszedł do Fatih Karagümrük.
| Sezon   | Klub                 | Kraj                         | Rozgrywki          | Mecze | Gole |
| ------- | -------------------- | ---------------------------- | ------------------ | ----- | ---- |
| 2009/10 | CD Atlético Baleares | Hiszpania                    | Tercera División   | ?     | ?    |
| 2010/11 | CD Atlético Baleares | Hiszpania                    | Segunda División B | 32    | 1    |
| 2011/12 | CD Atlético Baleares | Hiszpania                    | Segunda División B | 25    | 0    |
| 2012/13 | Adana Demirspor      | Turcja                       | 1. Lig             | 10    | 1    |
| 2012/13 | Mersin İdman Yurdu   | Turcja                       | Süper Lig          | 11    | 0    |
| 2013/14 | Mersin İdman Yurdu   | Turcja                       | 1. Lig             | 15    | 5    |
| 2013/14 | Eskişehirspor        | Turcja                       | Süper Lig          | 11    | 0    |
| 2014/15 | Eskişehirspor        | Turcja                       | Süper Lig          | 28    | 2    |
| 2015/16 | Eskişehirspor        | Turcja                       | Süper Lig          | 11    | 0    |
| 2015/16 | Osmanlıspor          | Turcja                       | Süper Lig          | 15    | 1    |
| 2016/17 | Osmanlıspor          | Turcja                       | Süper Lig          | 3     | 0    |
| 2016/17 | Kayserispor          | Turcja                       | Süper Lig          | 16    | 5    |
| 2017/18 | Osmanlıspor          | Turcja                       | Süper Lig          | 17    | 0    |
| 2018/19 | Al-Ittihad Kalba     | Zjednoczone Emiraty Arabskie | UAE League         | 1     | 0    |

## Kariera reprezentacyjna
W reprezentacji Nigerii Lawal zadebiutował 23 maja 2012 roku w przegranym 0:1 towarzyskim meczu z Peru.